# Locris junodi
Locris junodi är en insektsart som beskrevs av William Lucas Distant 1897. Locris junodi ingår i släktet Locris och familjen spottstritar. Inga underarter finns listade i Catalogue of Life.